# Christoph Waltz
Christoph Waltz (Viena, 4 d'octubre de 1956) és un actor austríac, que també té la nacionalitat alemanya. Ha guanyat, entre d'altres, els premis Oscar, Globus d'Or, BAFTA i del Festival de Canes al millor actor de repartiment per la seva interpretació a Maleïts malparits (2009) i Django desencadenat (2012), ambdues del director Quentin Tarantino.

## Vida i carrera
Els seus pares eren alemanys i va obtenir la mateixa nacionalitat en néixer. Malgrat que els seus pares, Johannes Waltz i Elisabeth Urbancic, van ser decoradors, la tradició familiar en el món de l'espectacle li ve dels seus avis, que també van ser actors, així com els seus besavis, que van treballar al teatre.
Waltz va estudiar interpretació al Max Reinhardt Seminar de Viena i al Lee Strasberg Theatre Institute de Nova York. Va començar com a actor de teatre en escenaris com el Schauspielhaus Zürich, al Burgtheater i durant el Festival de Salzburg. Waltz a més de parlar alemany, parla anglès i francès, com demostra en el seu personatge de Hans Landa en la pel·lícula Maleïts malparits, amb la que guanyà un Òscar. La consolidació del seu treball va ser quan el 2013, guanyà l'Òscar com a millor actor secundari a la pel·lícula Django desencadenat. Aquest premis l'han consolidat com el millor austríac de tots els temps, amb 2 Òscars com a premis més rellevants.

## Filmografia

### Cinema
| Any  | Títol                                                                    | Paper                       | Notes |
| ---- | ------------------------------------------------------------------------ | --------------------------- | --- |
| 1981 | Kopfstand                                                                | Markus                      | |
| 1982 | Fire and Sword                                                           | Tristan                     | |
| 1986 | Wahnfried                                                                | Friedrich Nietzsche         | |
| 1988 | Quicker Than the Eye                                                     | Police Chief                | |
| 1991 | Życie za życie. Maksymilian Kolbe                                        | Jan Tytz                    | Apareix com Chistopher Waltz |
| 1995 | Ein Anfang von etwas                                                     | Herbert                     | |
| 1997 | Our God's Brother                                                        | Maksymilian Gierymski       | |
| 1998 | Sieben Monde                                                             | Kommissar Becker            | |
| 1998 | Das merkwürdige Verhalten geschlechtsreifer Großstädter zur Paarungszeit | Charly                      | |
| 1999 | Die Braut                                                                | Duc Carles August           | |
| 2000 | Wenn man sich traut                                                      |                             | guionista i director |
| 2000 | Death, Deceit and Destiny Aboard the Orient Express                      | Tarik                       | |
| 2000 | Ordinary Decent Criminal                                                 | Peter                       | |
| 2000 | Falling Rocks                                                            | Louis                       | |
| 2001 | She                                                                      | Pare de Leo Vincey          | |
| 2001 | Queen's Messenger                                                        | Ali Ben Samm                | |
| 2003 | Angst                                                                    | Psicoanalista               | |
| 2003 | Gun-shy                                                                  | Johannsen                   | |
| 2003 | Berlin Blues (també coneguda com a Herr Lehmann)                         | Doctor                      | |
| 2004 | Pact with the Devil (també coneguda com a Dorian)                        | Rolf Steiner                | |
| 2006 | Lapislazuli – im Auge des Bären                                          | Czerny                      | |
| 2009 | Maleïts malparits (Inglourious Basterds)                                 | Standartenführer Hans Landa | Oscar al millor actor secundari BAFTA al millor actor secundari Boston Society of Film Critics Award for Best Supporting Actor Broadcast Film Critics Association Award for Best Supporting Actor Premi al millor actor del Festival Internacional de Cinema de Canes Chicago Film Critics Association Award for Best Supporting Actor Dallas-Fort Worth Film Critics Association Award for Best Supporting Actor Detroit Film Critics Society Award for Best Supporting Actor Florida Film Critics Circle Award for Best Supporting Actor Globus d'Or al millor actor secundari London Film Critics' Circle Award for Supporting Actor of the Year Los Angeles Film Critics Association Award for Best Supporting Actor National Society of Film Critics Award for Best Supporting Actor New York Film Critics Circle Award for Best Supporting Actor Online Film Critics Society Award for Best Supporting Actor San Diego Film Critics Society Award for Best Supporting Actor Satellite Award for Best Supporting Actor – Motion Picture Screen Actors Guild Award for Outstanding Performance by a Male Actor in a Supporting Role Toronto Film Critics Association Award for Best Supporting Actor Vancouver Film Critics Circle Award for Best Supporting Actor Nominat – MTV Movie Award for Best Villain Nominat – Saturn Award for Best Supporting Actor |
| 2011 | The Green Hornet                                                         | Benjamin Chudnofsky         | |
| 2011 | Aigua per a elefants (Water for Elephants)                               | August Rosenbluth           | |
| 2011 | Els tres mosqueters (The Three Musketeers)                               | Cardenal Richelieu          | |
| 2011 | Un déu salvatge (Carnage)                                                | Alan Cowan                  | |
| 2012 | Django desencadenat (Django Unchained)                                   | Dr. King Schultz            | Oscar al millor actor secundari BAFTA al millor actor secundari Globus d'Or al millor actor secundari San Diego Film Critics Society Award for Best Supporting Actor Nominat — Dallas-Fort Worth Film Critics Association Award for Best Supporting Actor Nominat — Los Angeles Film Critics Association Award for Best Supporting Actor Nominat — New York Film Critics Circle Award for Best Supporting Actor Nominat — Online Film Critics Society Award for Best Supporting Actor Nominat — Vancouver Film Critics Circle Award for Best Supporting Actor |
| 2013 | Epic                                                                     | Mandrake                    | Veu |
| 2013 | El teorema del zero (The Zero Theorem)                                   | Qohen Leth                  | Also co-producer |
| 2014 | Muppets Most Wanted                                                      | Himself                     | Cameo |
| 2014 | Com matar el teu cap 2 (Horrible Bosses 2)                               | Burt Hanson                 | |
| 2014 | Big Eyes                                                                 | Walter Keane                | |
| 2015 | Spectre                                                                  | Ernst Stavro Blofeld        | |
| 2016 | La llegenda de Tarzan (The Legend of Tarzan)                             | Captain Rom                 | Acabada |
| 2016 | Tulip Fever                                                              | Cornelis Sandvoort          | Acabada |
| 2017 | Downsizing                                                               |                             | En filmació |
| 2019 | Alita: Battle Angel                                                      | Dr. Dyson Ido               | Acabada |
| 2020 | The French Dispatch                                                      | Boris Schommers             | |
| 2022 | Pinotxo (Pinocchio)                                                      |                             | |

### Televisió
| Any  | Títol                                                     | Paper                      | Notes                                     |
| ---- | --------------------------------------------------------- | -------------------------- | ----------------------------------------- |
| 1976 | Am dam des                                                | (singer)                   |                                           |
| 1977 | Der Einstand                                              |                            | Television film                           |
| 1979 | Feuer!                                                    | Karl Albrecht Schlick      | Television film                           |
| 1979 | Parole Chicago                                            | Eduard "Ede" Bredo         | 13 episodes                               |
| 1982 | The Mysterious Stranger                                   | Ernst Wasserman            | Television film                           |
| 1982 | Dr. Margarete Johnsohn                                    | Rainer                     | Television film                           |
| 1983 | Der Sandmann                                              | Nathanael                  | Television film                           |
| 1985 | Ein Fall für zwei                                         | Alf                        | Episode: "Blutsbande"                     |
| 1986 | The Old Fox                                               | Hans Baumeister            | Episode: "Zwei Leben"                     |
| 1986 | Derrick                                                   | Eberhard Bothe             | Episode: "Schonzeit für Mörder"           |
| 1986 | Lenz oder die Freiheit                                    | Franz Sigel                | Television miniseries                     |
| 1987 | Tatort                                                    | Inspektor Passini          | Episode: "Wunschlos tot"                  |
| 1987 | Das andere Leben                                          | Stefan                     | Television film                           |
| 1988 | The Alien Years                                           | Stefan Mueller             | Television film                           |
| 1988 | Derrick                                                   | Schumann                   | Episode: "Mord inklusive"                 |
| 1989 | Goldeneye                                                 | German spy                 | Television film                           |
| 1990 | The Gravy Train                                           | Dr. Hans-Joachim Dorfmann  | 4 episodes                                |
| 1990 | The Old Fox                                               | Christian Kamp             | Episode: "So gut wie tot"                 |
| 1991 | The Gravy Train Goes East                                 | Dr. Hans-Joachim Dorfmann  | 4 episodes                                |
| 1992 | 5 Zimmer, Küche, Bad                                      | Hartwig Klemmnitz          | Television film                           |
| 1992 | Die Angst wird bleiben                                    | Manfred                    | Television film                           |
| 1993 | König der letzten Tage (also known as A King for Burning) | John of Leiden             | Television film                           |
| 1994 | Tag der Abrechnung – Der Amokläufer von Euskirchen        | Erwin Mikolajczyk          | Television film                           |
| 1994 | Jacob                                                     | Morash                     | Telefilm                                  |
| 1994 | Die Staatsanwältin                                        | Andreas Doepke             | Television film                           |
| 1995 | The All New Alexei Sayle Show                             | Weak Moustache             | Episode #2.3                              |
| 1995 | Prinz zu entsorgen                                        | Roman                      | Television film                           |
| 1995 | Man(n) sucht Frau                                         | Christoph                  | Television film                           |
| 1995 | Catherine the Great                                       | Mirovich                   | Television film                           |
| 1996 | Der Tourist                                               | Stephan Görner             | Television film                           |
| 1996 | Du bist nicht allein – Die Roy Black Story                | Roy Black                  | Television film                           |
| 1996 | Rosa Roth                                                 | Wietze                     | Episode: "Nirgendwohin"                   |
| 1996 | Rex: A Cop's Best Friend                                  | Martin Wolf                | Episode: "Der Puppenmörder"               |
| 1997 | Maître Da Costa                                           | Walter Mueller             | 2 episodes                                |
| 1997 | Faust                                                     | Gerhardt Schulze-Leitner   | Episode: "Villa Palermo"                  |
| 1997 | Schimanski                                                | Klaus Mandel               | Episode: "Blutsbrüder"                    |
| 1998 | Vickys Alptraum                                           | Johnny                     | Television film                           |
| 1998 | Schock – Eine Frau in Angst                               | Kommissar Kaul             | Television film                           |
| 1998 | The Final Game                                            | Kant                       | Television film                           |
| 1998 | Rache für mein totes Kind                                 | Paul                       | Television film                           |
| 1998 | Mörderisches Erbe – Tausch mit einer Toten                | Moritz Fink                | Television film                           |
| 1999 | Dessine-moi un jouet                                      | Klaus Hermann              | Television film                           |
| 2000 | The Beast (also known as Das Teufelsweib)                 | Herbert Fink               | Television film                           |
| 2001 | Engel sucht Flügel                                        | Caspari                    | Television film                           |
| 2001 | Riekes Liebe                                              | Ice dancing coach Karlhoff | Television film                           |
| 2001 | Der Tanz mit dem Teufel                                   | Dieter Cilov               | Television film                           |
| 2002 | Dienstreise – Was für eine Nacht                          | Klaus-Dieter Lehmann       | Television film                           |
| 2002 | Weihnachtsmann gesucht                                    | Johannes Böhmke            | Television film                           |
| 2003 | Jagd auf den Flammenmann                                  | Brisky                     | Television film                           |
| 2003 | Der Mörder ist unter uns (also known as Der Fall Gehring) | Martin Bach                | Television film                           |
| 2003 | Zwei Tage Hoffnung                                        | Michael Berg               | Television film                           |
| 2003 | Jennerwein                                                | Pföderl                    | Television film                           |
| 2003 | Tigeraugen sehen besser                                   | Dr. Thilo Rylow            | Television film                           |
| 2004 | Scheidungsopfer Mann                                      | Benedikt von Arn           | Television film                           |
| 2004 | Mörderische Suche                                         | Richard Benedek            | Television film                           |
| 2004 | Schöne Witwen küssen besser                               | Jean-France                | Television film                           |
| 2005 | Die Patriarchin                                           | Wolf Sevening              | 3 episodes                                |
| 2005 | Der Elefant: Mord verjährt nie                            | Richard Seemann            | Episode: "Verlorene Jahre"                |
| 2006 | SOKO Rhein-Main                                           | Andreas Senner             | Episode: "Schuld und Sühne"               |
| 2006 | Polizeiruf 110                                            | Dr. Juris Gríns            | Episode: "Die Lettin und ihr Lover"       |
| 2006 | Stolberg                                                  | Paul Büttner               | Episode: "Kreuzbube"                      |
| 2006 | Tatort                                                    | Prof. Robert Henze         | Episode: "Schlaflos in Weimar"            |
| 2006 | Franziskas Gespür für Männer                              | Karl Löwen                 | Television film                           |
| 2007 | Der Staatsanwalt                                          | Dr. Claudius Tressen       | Episode: "Glückskinder"                   |
| 2007 | Der letzte Zeuge                                          | Dr. Martin York            | Episode: "Martinspassion"                 |
| 2007 | Unter Verdacht                                            | Thomas Sell                | Episode: "Hase and Igel"                  |
| 2007 | Die Zürcher Verlobung – Drehbuch zur Liebe                | Frank "Büffel" Arbogast    | Television film                           |
| 2007 | Die Verzauberung                                          | Dr. Helmut Bahr            | Television film                           |
| 2008 | Das Geheimnis im Wald                                     | Hans Kortmann              | Television film                           |
| 2008 | Todsünde                                                  | Sebastian Flies            | Television film                           |
| 2008 | Das jüngste Gericht                                       | Peters                     | Television film                           |
| 2008 | Die Anwälte                                               | Herbert Jahn               | Episode: "Leben und Tod"                  |
| 2008 | Tatort                                                    | Gerd Weißenbach            | Episode: "Liebeswirren"                   |
| 2013 | Saturday Night Live                                       | Host                       | Episode: "Christoph Waltz/Alabama Shakes" |

### Com a director
| Any  | Títol                            | Paper | Notes |
| ---- | -------------------------------- | ----- | ----- |
| 2000 | Wenn man Sich traut              |       |       |
| 2016 | The Worst Marriage in Georgetown |       |       |